# روبرت هيتشكوك
روبرت هيتشكوك (بالإنجليزية: Robert Hitchcock)‏ هو نحات أسترالي، ولد في 19 أغسطس 1944 في برث في أستراليا.